# Amtozaur
Amtozaur (Amtosaurus) – rodzaj dinozaura ptasiomiednicznego żyjącego w późnej kredzie (cenoman lub turon) na obszarze dzisiejszej wschodniej Azji. Gatunkiem typowym jest opisany przez Siergieja Kurzanowa i Tatianę Tumanową w 1978 r. A. magnus, którego holotypem jest niekompletna i uszkodzona puszka mózgowa oznaczona PIN 3780/2, odkryta w osadach formacji Bajan sziree niedaleko miejscowości Amtgaj w Mongolii. Opisany w 2002 r. drugi gatunek A. archibaldi jest obecnie zaliczany do odrębnego rodzaju Bissektipelta.
Autorzy opisu A. magnus sklasyfikowali go jako ankylozaura z rodziny Ankylosauridae. Parish i Barrett (2004) stwierdzili, że wszystkie cechy budowy holotypu A. magnus uznane w 1978 r. za jego autapomorfie w rzeczywistości występują także u różnych przedstawicieli rodziny Ankylosauridae, kladu Ankylosauria, a nawet w ogóle u tyreoforów (w tym nie należących do Ankylosauria). Ponieważ nie można wskazać żadnych autapomorfii A. magnus, Parish i Barrett uznali ten gatunek za nomen dubium. Nie jest też pewne, czy gatunek ten istotnie można zaliczyć do Ankylosauridae. Coombs i Maryańska (1990) uznali jego przynależność do tej rodziny za niepewną, wskazując, że mógł on w rzeczywistości być hadrozaurem; Parish i Barrett (2004) stwierdzili, że A. magnus można jedynie sklasyfikować jako dinozaura ptasiomiednicznego o niepewnej pozycji filogenetycznej.
Nazwa rodzajowa Amtosaurus oznacza „jaszczur z Amtgaj”.